# Cá ếch khổng lồ
Cá ếch khổng lồ hoặc cá ếch Commerson, tên khoa học Antennarius commerson, là một loài cá biển thuộc họ Antennariidae.

## Phân bố
Antennarius commerson sống ở các vùng nhiệt đới và cận nhiệt đới vùng biển từ Ấn Độ Dương tới bờ biển phía đông của Thái Bình Dương.

## Ăn
Như tất cả các loài cá ếch, Antennarius hispidus là một động vật ăn thịt tham ăn sẽ tấn công bất kỳ con vật nhỏ nào trong phạm vi của nó, chủ yếu là cá khác nhưng đôi khi cả đồng loại.